# LC GC Europe
LC GC solutions for separation scientists, abgekürzt LC GC Eur., ist eine wissenschaftliche Fachzeitschrift, die vom Advanstar Communications-Verlag veröffentlicht wird. Die Zeitschrift wurde 1988 unter dem Namen LC GC International gegründet und änderte ihn 1999 in LC GC Europe. Sie erscheint mit zwölf Ausgaben im Jahr. Es werden Arbeiten veröffentlicht, die sich mit der Chromatographie beschäftigen.
Der Impact Factor lag im Jahr 2014 bei 0,620. Nach der Statistik des ISI Web of Knowledge wird das Journal mit diesem Impact Factor in der Kategorie analytische Chemie an 63. Stelle von 74 Zeitschriften geführt.